# 阿禮嘎禮字母
阿禮嘎禮字母是在传统蒙古文的基础上，为了转写藏文和梵文而进行的扩充。於1587年由蒙古喀喇沁部人阿尤希固什（Аюуш гүүш）创制，主要用于佛经中。虽然这套转写系统由于比较复杂而流传不广，但其对于蒙古语字母体系的形成有一定影响。比如目前使用的一些拼写外来音的字母，就脱胎于此。
以蒙古文为基础创制的满文、托忒蒙古文也有一定数量的阿礼嘎礼字母，用于转写藏文和梵文。
阿礼嘎礼（藏語：ཨ་ལི་ཀ་ལི།，威利转写：a li ka li）是藏语，“阿礼”指元音表，“嘎礼”指辅音表。